# Vacances

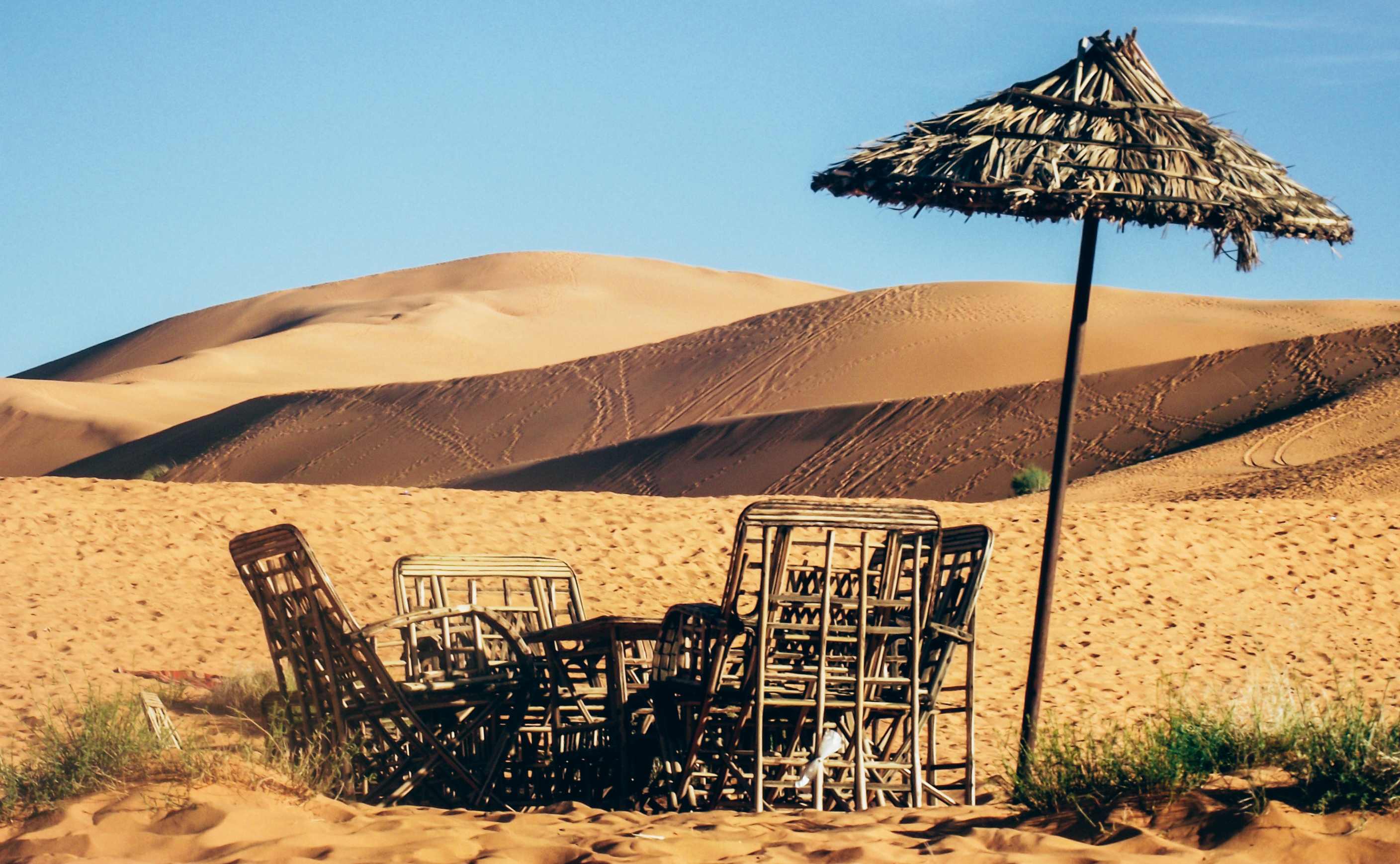

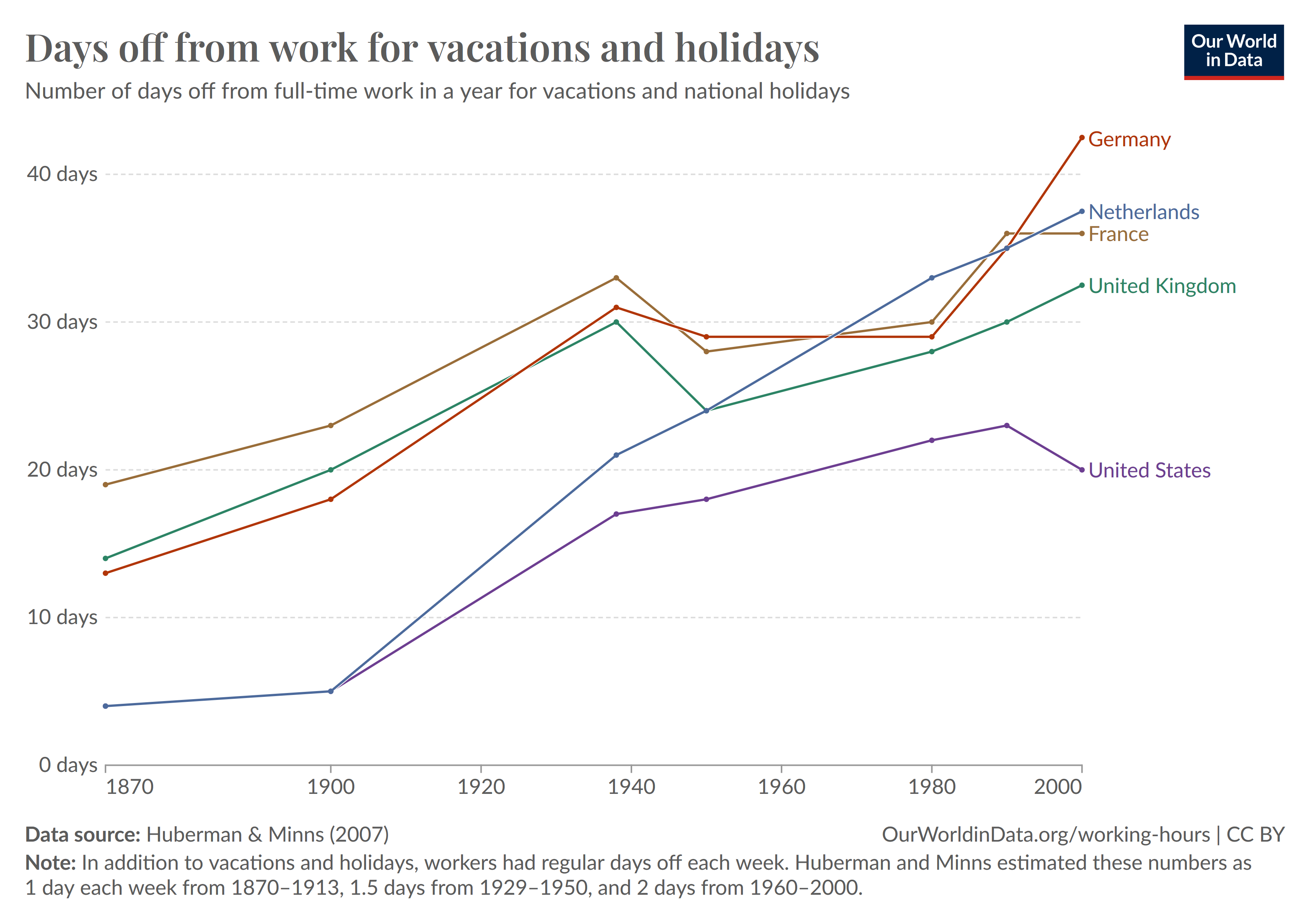
Nombre moyen de jours de vacances et de jours fériés dans différents pays.

Pour les articles ayant des titres homophones, voir Vacance et Congé.
 (août 2015).
Les vacances , au pluriel, se définissent par les congés dans le monde actuel du travail en général ou de l'éducation en particulier.
Le nom commun français "vacances", au pluriel, désigne le plus souvent une période pendant laquelle une personne cesse ses activités habituelles, notamment les salariés pendant leurs congés payés ou les élèves et professeurs pendant les vacances scolaires. Le terme est issu du participe présent vacans, vacantis du verbe latin vacare, « être sans, être vide ». En France en 1623, d'après Charles Sorel, le mot au pluriel désigne déjà le temps où les élèves ne vont plus en classe. L'expression « les grandes vacances » a fini par désigner une période estivale sans école, organisée à l'origine pendant les périodes de la fenaison, des moissons et des récoltes.

## Histoire
Le concept moderne des "vacances" est lié à l'apparition des civilisations urbaines, contrairement au monde agricole qui, à cause du climat, ne dictent pas un rythme de travail continu tout au long de l'année. Au Moyen Âge, il existait déjà en Europe de l'Ouest des « vacances » qui correspondaient à la période des moissons en été où les universités fermaient pour permettre à tous d'aller travailler aux champs.
Au XIXe siècle, les vacances se répandent dans toute l'aristocratie et la bourgeoisie d'Europe occidentale. Elles correspondent à la période où les classes supérieures de la société quittaient leurs demeures principales pour rejoindre des résidences secondaires, profiter de la nature ou des bienfaits du climat marin ou montagnard pour la santé.
Les Britanniques, dont l'économie était la plus florissante au monde, ont été les premiers à se tourner vers les stations balnéaires, d'abord sur leurs côtes, puis de l'autre côté de la Manche (à Deauville, Dinard, etc.), puis enfin dans le sud de la France, sur la Côte d'Azur (la Promenade des Anglais à Nice doit son nom aux nombreuses résidences où les Britanniques venaient passer les mois d'hiver) mais aussi à Biarritz.

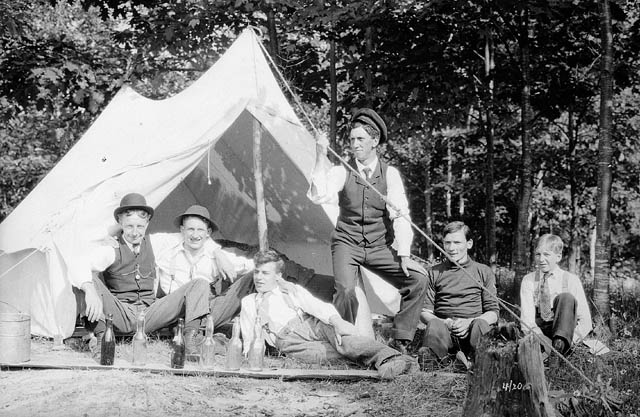
Le camping peu onéreux a immédiatement connu un succès dès l'entre-deux-guerres.
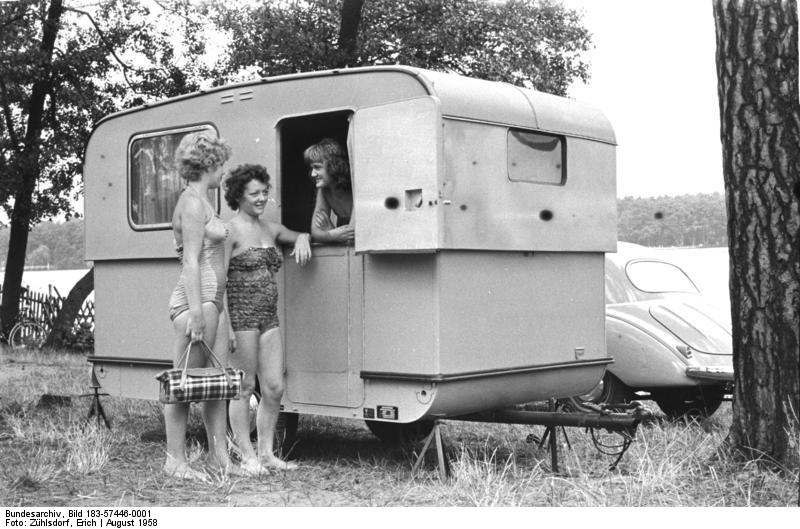
L'essor de l'automobile et de la caravane tractée figure une façon libre d'être en vacances dans la seconde partie du XXe siècle.
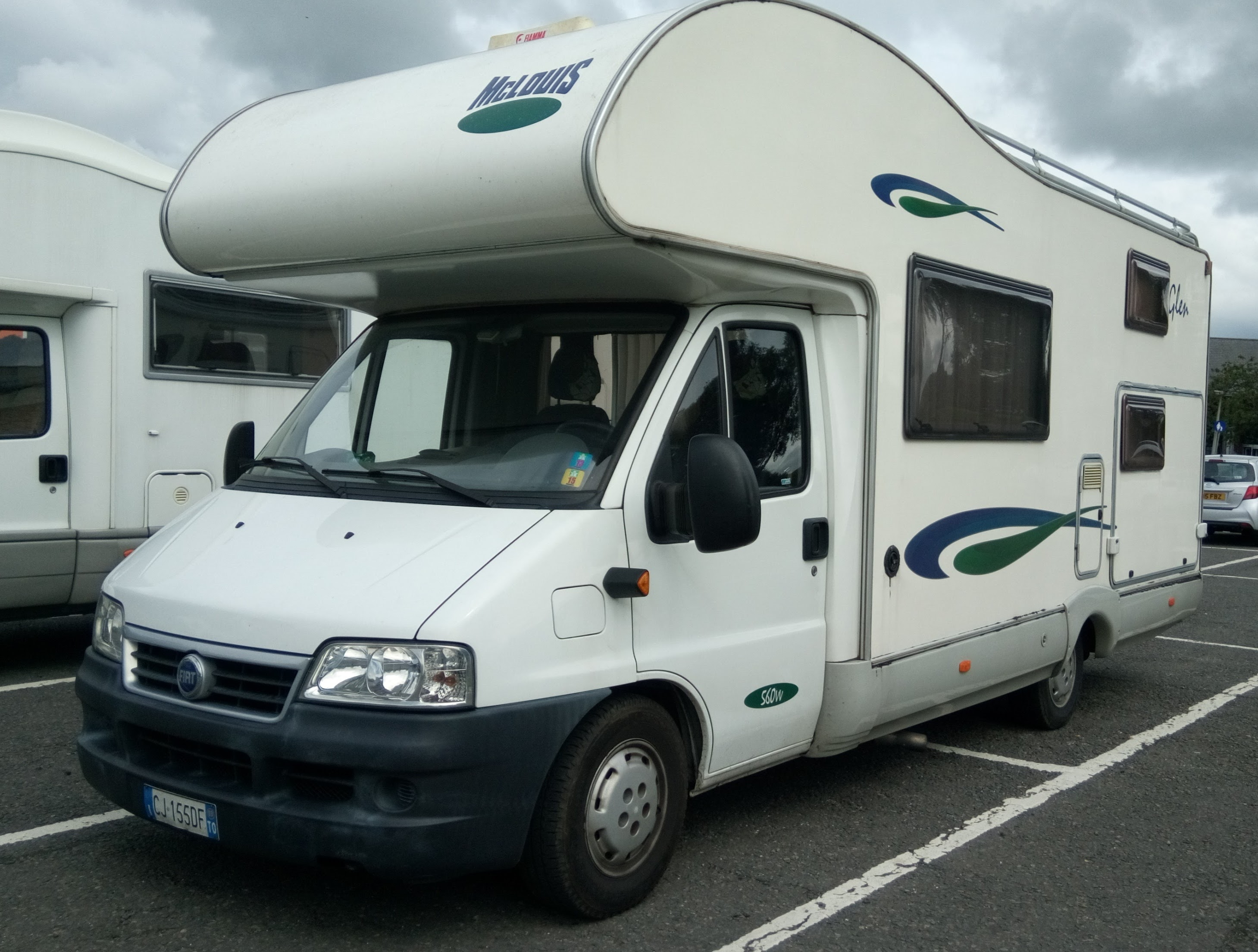
Camping car stationné en Écosse, 2015

Le jeune écrivain Raymond Radiguet, provocateur au style incisif, commente la période de la Grande Guerre :"Ce que fut la guerre pour tant de très jeunes garçons : quatre ans de grandes vacances".
Quelques dates importantes en France : 
- 1936 et les premiers congés payés, d'une durée de deux semaines, imposés à toutes les entreprises par le gouvernement du Front populaire), avec un billet de chemin de fer à titre gratuit, entérine la naissance du tourisme populaire. Les services de la SNCF estiment en 1937 que le nombre de touriste est passé en un an de quelques centaines de mille à deux millions[6]. Une fois ce palier atteint, une stagnation assez longue se poursuit, caractéristique des incertitudes classiques de la fin de l'entre-deux-guerres et les aléas, parfois douloureux, de la Seconde Guerre mondiale. Une brusque expansion du tourisme populaire, corrélée à celui du niveau de vie, se produit vers 1950.
- 1956 (3e semaine de congés payés). Le flux touristique s'est intensifié au point que les autorités régulatrices font désormais appel aux sciences humaines, pour analyser observations, statistiques ou sondages. En 1957, 62 % des citadins partent en vacances, la mer s'imposant comme la première destination après la campagne (35 % contre 32 % des vacanciers)[6].
- 1969 et 1981 (4e et 5e semaines, respectivement).

Fortement décriées par les élites dérangées - suprême inconfort - sur leurs lieux de vacances, les patrons contraints de libérer gracieusement leur main-d'œuvre et les partis de droite qui récupèrent le pouvoir au terme de l'éphémère front populaire, il est significatif que les mesures associées aux congés payés n'aient point été abrogées, le retour en arrière étant bloqué par les intérêts des petites entreprises bénéficiaires de cette première manne touristique. .
À partir de la fin des années 1940, avec l'apparition généralisée des congés d'été, les vacances deviennent un moment où le citoyen français, d'abord principalement la moitié des citadins au début des années cinquante, bouge ou voyage. À partir de 1948, le Commissariat général du Plan crée la commission « Modernisation du tourisme » pour l’aménagement du territoire et le développement des hébergements de vacances. Le 1er plan concerne la modernisation de l’hôtellerie traditionnelle et la promotion de petites unités à caractère familial et rural, qui donnera naissance aux Logis de France. Dans les années 1950, les 2e et 3e plans feront émerger les Gîtes ruraux de France et les villages de vacances avec le tourisme populaire, qui sera développé au début des années 1960 dans le 4e plan, sous le terme de tourisme social.
Avec l'essor de la publicité, les vacances deviennent incontournables, bien qu'elles restent encore parfois inaccessibles, par exemple à environ un foyer sur trois en 2009 en France.
Dans les années 1960 et 1970, les vacances d'hiver et d'été se distinguent, du moins en leur début et fin de résidence exceptionnelle, par une intense période de mobilité. En été, les migrations mensuelles ou parfois à la quinzaine de journées se portent de préférence vers le sud et la mer, laissant les estivants juillettistes ou aoûtiens effectuer quelques chassés croisés en automobile sur les routes. Le tourisme à usage des populations françaises exacerbe la recherche des rivages aménagés, notamment maritimes ou divers espaces naturels encore plus vastes, conçus comme une permanence d'un ancien monde pastoral. Le centre de gravité des destinations dans les années 70 favorise encore la fuite des mornes régions industrielles et la valorisation constante des paysages méridionaux de l'hexagone, au sud de la Loire. L'évolution lente dès les années 1970 s'accélère autour des années 2000 : les vacances souvent plus courtes en une seule destination, mais différenciées ou répétées à l'envi, paradoxalement plus proches avec une revalorisation des contrées du Nord et de l'Est, largement désindustrialisées, couvrent de plus en plus l'ensemble du territoire. 
En 2024, le comportement des touristes étrangers, aux passages fort nombreux mais courts en France diffère drastiquement de celui des nombreux citoyens français qui choisissent de rester en France pendant leurs vacances : la famille ou le groupe étrangers visitent une grande ville attractive ou renommée, comme Paris et accessoirement un centre de loisirs proche, type Disneyland, ce qui réduit le séjour à deux jours en moyenne. Comme le remarque le sociologue marseillais Jean Viard sur les modes de vie hexagonaux, vacances, tourisme proches et loisirs tendent à se confondre, et la multiplicité des déplacements ou des résidences choisies sur le lieux d'anciennes vacances ne rentrent pas facilement dans les statistiques officielles.

## Réglementation et accords collectifs globaux par pays
Les individus ont généralement droit à des vacances dont la durée varie suivant les pays et la situation de chacun, élève, étudiant ou salarié.
À Hong Kong, Singapour et Taïwan, les vacances sont de sept jours par an. En ce qui concerne l'Amérique du Nord, cela peut varier entre 14 et 21 jours. En France, le nombre théorique de jours de congés payés annuels est de 25 (cinq semaines). En 2008, c'est légèrement moins que la moyenne de l'Union européenne (25,2 jours). La durée des congés payés atteint 30 jours en Allemagne et au Danemark, 33 jours en Suède (voir aussi la liste des minimums légaux pour les congés payés par pays (en)).
Les grandes vacances séparent une année scolaire de l'autre. Elles se déroulent la plupart du temps vers l'été, soit en juillet–août dans l'hémisphère nord et en décembre–janvier dans l'hémisphère sud.

## Expressions et titres

### Divers titres reprenant le mot
- Les Jolies Colonies de vacances, chanson de Pierre Perret.
- Croque Vacances, émission pour la jeunesse qui était diffusée pendant les vacances sur TF1 dans les années 1980.

#### Romans
- Les Vacances, roman de la comtesse de Ségur.
- Deux ans de vacances, roman de Jules Verne.

#### Filmographie
- Vacances, film français de Robert Boudrioz sorti en 1932
- Vacances (Holiday), film américain de George Cukor sorti en 1938.
- Les Dernières Vacances, film français de Roger Leenhardt sorti en 1948.
- Vacances romaines (Roman Holiday, 1953), film américain de William Wyler.
- Les Vacances de monsieur Hulot (Jacques Tati, 1953), film français.
- Vacances à Venise (Summertime, 1955), film américano-britannique de David Lean.
- M. Hobbs prend des vacances (1962), Henry Koster
- Les Grandes Vacances (1967), film franco-italien de Jean Girault.
- Deux ans de vacances (1974), feuilleton télévisé franco-germano-roumain, d'après le roman de Jules Verne du même nom.
- Les Vacances du cinéaste (1974), documentaire néerlandais (39 min) de Johan van der Keuken
- Les Joyeuses Colonies de vacances (1979), film français de Michel Gérard.
- Les Sous-doués en vacances (1982), film français de Claude Zidi.
- Une semaine de vacances (1980), film français de Bertrand Tavernier.
- Fais-moi des vacances (2002), film français de Didier Bivel.
- Les Petites Vacances (2006), film français de Olivier Peyon.
- Les Vacances de Mr Bean (2007), film britannique de Steve Bendelack.
- Nos plus belles vacances (2012), film français de Philippe Lellouche.
- Les Vacances de Ducobu (2012), film français de Philippe de Chauveron.
- Les Vacances du petit Nicolas (2014), film français de Laurent Tirard.